# António Livramento
António José Parreira do Livramento (* 24. Februar 1944 in São Manços (Évora); † 7. Juni 1999 in Lissabon) war ein portugiesischer Rollhockeyspieler und -trainer. Als ungewöhnlich guter Stürmer wird er weltweit in diesem Sport als der beste Spieler aller Zeiten angesehen, ähnlich wie Wayne Gretzky im Eishockey.

## Karriere als Vereinsspieler
In seiner Jugend begeisterte sich Livramento noch für den Fußball. Seine Rollhockeykarriere begann er, einer Einladung folgend, 1959 bei Benfica Lissabon und spielte dort ununterbrochen bis 1969. Nach einer einjährigen Pause spielte er wieder für diesen Verein bis 1974. Danach wechselte er zu verschiedenen portugiesischen Vereinen, für die er jeweils eine Saison aktiv gewesen ist: Banco Pinto 1975, Sotto Mayor 1976, Sporting Lissabon 1977.
1977 setzte er seine Karriere im Ausland fort und spielte die Saison  1977/78 für den italienischen Club Amatori Lodi. Er beendete anschließend seine Vereinskarriere nach zwei Saisons bei Sporting Lissabon im Jahr 1981.

## Karriere als Nationalspieler
Schon 1960 wurde er in die Jugendnationalmannschaft  Portugals berufen und wurde im gleichen Jahr zum besten Spieler  der Jugend-Roll-Hockey-Europameisterschaft gewählt. Schon bald wurde er in die Nationalmannschaft aufgenommen und gewann mit ihr die Roll-Hockey-Europameisterschaft 1961 und auch die Roll-Hockey-Weltmeisterschaft im darauffolgenden Jahr. Während seiner langen Karriere als Nationalspieler wurde Livramento 209 Mal eingesetzt und erzielte 425 Tore. 1977 entschied er sich, das Nationalteam zu verlassen.
António Livramento wurde dreimal Roll-Hockey-Weltmeister (1962, 1968 und 1974). Er gewann sieben Mal den Europameistertitel (1961, 1963, 1965, 1967, 1973, 1975 und 1977).

## Karriere als Trainer
Nach Beendigung seiner aktiven Laufbahn begann er eine Trainerkarriere. Er war sowohl Trainer von Sporting Portugal als auch der Nationalmannschaft. Als Trainer gewann er 1991 und 1993 den Weltmeisterschaftstitel. 1995 trat er nach einer erfolglosen Teilnahme zurück.